# 艾米利奧·巴西尼
艾米利奧·“豺狼”·巴西尼是馬里奧·普佐1969年小說《教父》和1972年改編電影中的虛構人物和反派要角，由理查·孔堤飾演。巴西尼犯罪家族的靈感取自吉諾維斯犯罪家族。

## 在小說中
巴西尼是紐約五大家族之一的首腦，在美國黑手黨中是權勢僅次於維托·柯里昂的第二號人物。他在犯罪上的興趣是毒品、賭博和賣淫。他正尋求將其帝國拓展到拉斯維加斯，以自有利可圖的黑手黨賭場地盤取利。
巴西尼閣下首次出場是受邀出席康妮·柯里昂的婚禮，作為貴賓。不久之後，他安排同夥毒梟「土耳其人」維吉爾·索拉索找上維托·柯里昂，提議參與巴西尼和塔塔利亞家族的毒品生意，尤其希望能涉入維托背後的政治關係。在協商期間，家族小頭目桑尼·柯里昂亦為之心動，但維托因這“骯髒生意”太超過而拒絕該提議。巴西尼隨後允准索拉索謀殺維托的計劃，以求桑尼子承父業後能接受這筆交易。當桑尼因父親在未遂的圖謀中倖存而拒絕參與海洛因生意後，巴西尼復與塔塔利亞、庫內奧、和史塔西各家族密謀對柯里昂家族以戰逼和迫其開放販毒。他為此串通正為妻子娘家所苦的柯里昂家女婿卡洛·瑞茲，將桑尼拖入陷阱，在開車赴妹妹家途中由巴西尼家族殺手群伏擊。桑尼身故後，維托同意提供其政治力量卵翼該「企業」，並原宥其他家族殺害其子。儘管反柯里昂聯盟最初看似由菲力浦·塔塔利亞一手主導，但維托很快就察覺出，真正的主謀是巴西尼。
對柯里昂家族這番讓步仍不滿意的巴西尼，展開更全面的謀劃，侵蝕柯里昂家的地盤成為自己的。在維托的葬禮上，巴西尼在柯里昂家的內奸，角頭薩爾瓦托雷·泰西歐找上維托的繼任者麥可·柯里昂要求兩大家族頭目會晤，實則打算趁機暗算麥可並搗毀其家族。但巴西尼卻不知道此計已被麥可識破。維托在去世之前曾明確警示其子：家族的敵人將試圖以這種方式要他的命——就在所謂的和平會談上——無論是誰向他提議會面，就是叛徒。麥可已計劃了一段時間要一舉掃蕩各大家族，故意任由巴西尼削弱柯里昂家族勢力以令其輕敵。沒過多久，巴西尼與其他家族首腦就一併被襲殺。柯里昂家族執法者艾爾·奈里冒充員警，藉由對巴西尼的汽車開罰而等在弗利廣場的紐約州最高法院大樓外。在人從大樓裡出來時，出手擊斃其保鏢和司機，並對想逃開的巴西尼自背後追開兩槍。斃命的巴西尼由樓梯上滾落，凶手跳上接應汽車的逃逸。

## 影響
巴西尼其人綜合改編自現實中的數名黑幫頭目。其完全控制紐約黑手黨的意圖取自維多·吉諾維斯。此人在1950年代也進行過類似的嘗試，但終結於災難性的阿巴拉欽會議。巴西尼的舉止與治術，及其精於陰謀，和對五大家族的影響力，靈感都來自法蘭克·科斯特洛和查理·盧西安諾。這三人都曾是吉諾維斯犯罪家族頭目。

## 在其他媒體上
在法蘭西斯·福特·柯波拉改編的電影《教父》中，巴西尼一角由理查·孔堤飾演。他也曾被考慮過飾演維托·柯里昂一角。
在《教父 (遊戲)》中，巴西尼的角色進一步擴展。他在1930年代，親自督導一場伏擊，殘忍地公開殺害Aldo Trapani之父，他本是柯里昂家族中新崛起的角頭。Aldo Trapani因而發誓復仇。在遊戲中，在法院台階上開槍擊斃巴西尼的是Aldo，而非電影中的艾爾·奈里。